# Irlbachia pumila
Irlbachia pumila är en gentianaväxtart som först beskrevs av George Bentham, och fick sitt nu gällande namn av Bassett Maguire. Irlbachia pumila ingår i släktet Irlbachia och familjen gentianaväxter. Inga underarter finns listade i Catalogue of Life.